# مارك بيرسون (سياسي)
مارك بيرسون (بالإنجليزية: Mark Pearson)‏ هو ممرض ومدافع عن حقوق الحيوان ‏ وسياسي أسترالي، ولد في 1959 في أستراليا. حزبياً، نشط في Animal Justice Party ‏. وقد انتخب عضو المجلس التشريعي نيو ساوث ويلز (28 مارس 2015 – ).

## وصلات خارجية
- الموقع الرسمي